# Celebrimbor
Celebrimbor je literární postava elfa z fantasy světa J. R. R. Tolkiena.
Celebrimbor byl znám především jako pán a největší řemeslník elfské říše Eregionu. Byl také tvůrcem Tří elfských prstenů moci a snad i Elessaru, ozdravného klenotu, který Arwen darovala Aragornovi před odchodem družiny prstenu z Lórienu. Jeho jméno znamená „Stříbrná ruka“. Byl Noldorským knížetem, synem Curufina a vnukem Fëanora, tvůrce silmarilů. Vzhledem k tomu, že není uváděn při skládání Feänorovy přísahy v Tirionu lze předpokládat, že se narodil až po návratu Noldor do Středozemě. Jméno jeho matky ale není známo. Z hlediska chronologie příběhů ze Středozemě se o něm první zmínka nachází v příběhu Berena a Lúthien, kde se zřekne činů svého otce Curufina, který je společně se svým starším bratrem Celegormem vyhnán z Nargothrondu za pokus o uzurpování moci nad touto říší. Celebrimbor zde tedy zůstal, je však zvláštní, že například vůbec nevystupuje v příběhu o Túrinu Turambarovi, jehož část se odehrává právě v Nargothrondu a je zde pojednáno i o jeho zničení. 
Ohledně jeho dalšího působení do doby, kdy vstupuje do velkých událostí Druhého věku a ková Tři prsteny, však panují nejasnosti. Ty jsou zapříčiněny různými verzemi dochovaných příběhů z Tolkienovy pozůstalosti. Jisté je, že po Válce hněvu na konci Prvního věku zůstal ve Středozemi. Byl členem družiny elfů složené převážně z lidu Noldor (byli zde ale i Sindar a Nandor), která pod vedením Galadriel a Celeborna kolem roku 700 Druhého věku založila říši Eregion (Cesmínii). Tolkien dokonce v jedné verzi příběhu O Galadriel a Celebornovi, že Celebrimbor byl do ní zamilovaný, ačkoliv ona jeho lásku neopětovala. V roce 750 se podílel na založení hlavního města říše Ost-in-Edhilu. Právě zde pak založil spolek Gwaith-i-Mírdain, bratrstvo elfských mistrů řemeslníků. Ti dosáhli v řemeslné práci největšího mistrovství ze všech, kdo kdy něco vyráběli vyjma samotného Feänora. Částečně tomu bylo zásluhou samotného Celebrimbora a přátelství se sousední říší trpaslíkůKhazad-dûm(Celebrimbor nakreslil runy na její západní bráně), kde se nacházel mithril. Hlavně ale asi díky vlivu Saurona, který se do Eregionu vetřel v přestrojení jako Annatar (Pán darů).
Galadriel a Celeborn spolupráci s Annatarem (Sauronem) nepřáli, protože mu stejně jako Gil-galad a Elrond v Lindonu nedůvěřovali. Annatarovi se však podařilo Celebrimbora a jeho bratrstvo svést, jelikož toužili po jeho znalostech a přesvědčil je, aby se vzbouřili proti Galadriel a Celebornovi. To vedlo k odchodu Galadriel do Lórienu. Celebrimbor se posléze stal pánem Eregionu. Členové jeho bratrstva poučení Annatarem posléze ukovali prsteny moci a Celebrimbor sám pak Tři prsteny elfů. Sauronovo přestrojení Celebrimbor zaslepený touhou vyrovnat se svému dědovi prohlédl až příliš pozdě, teprve ve chvíli kdy Sauron ukoval vládnoucí prsten. Potom poslal Tři prsteny do bezpečí. V následné válce elfů se Sauronem byl však roku 1697 Eregion zpustošen a Celebrimbor zajat při jeho obraně a následně umučen Sauronem. Jeho skonem vymírá Feänorova větev Finwëho rodu knížat Noldor.